# David Llanos
David Antonio Llanos Almonacid (Talcahuano, 27 luglio 1989) è un calciatore cileno,  attaccante dell'Unión Española.